# UFC 200
UFC 200: Tate vs. Nunes — событие организации смешанных боевых искусств Ultimate Fighting Championship, которое прошло 9 июля 2016 года в спортивном комплексе Ти-Мобайл Арена на Лас-Вегас-Стрип в городе Парадайсе, штат Невада, США. Это было последнее событие UFC, промоутером которого выступила компания Zuffa, занимавшаяся этим с января 2001 года. Впоследствии, компания объявила о продаже на WME-IMG своей доли в UFC, а также американского букинг-агентства и офисов в Беверли-Хиллз.

## Результаты
| Категория                            |                   |        |                 | Способ                                         | Раунд | Время |
| Основные бои                         |                   |        |                 |                                                |       |       |
| Женский легчайший вес                | Аманда Нуниш      | поб.   | Миша Тейт (ч)   | Удушающий приём (сзади)                        | 1     | 3:16  |
| Тяжёлый вес                          | Брок Леснар       | против | Марк Хант       | Леснар провалил допинг-тест (бой не состоялся) | 3     | 5:00  |
| Полутяжёлый вес                      | Дэниел Кормье (ч) | поб.   | Андерсон Сильва | Единогласное решение (30-26, 30-26, 30-26)     | 3     | 5:00  |
| Полулёгкий вес                       | Жозе Алду         | поб.   | Фрэнки Эдгар    | Единогласное решение (49-46, 49-46, 48-47)     | 5     | 5:00  |
| Тяжёлый вес                          | Кейн Веласкес     | поб.   | Трэвис Браун    | Технический нокаут (удары)                     | 1     | 4:57  |
| Предварительные бои (Fox Sports 1)   |                   |        |                 |                                                |       |       |
| Женский легчайший вес                | Джулианна Пенья   | поб.   | Кэт Зингано     | Единогласное решение (29-28, 29-28, 29-28)     | 3     | 5:00  |
| 171,25 фунтов                        | Келвин Гастелум   | поб.   | Джонни Хэндрикс | Единогласное решение (29-28, 30-27, 30-27)     | 3     | 5:00  |
| Лёгкий вес                           | Ти Джей Диллашоу  | поб.   | Рафаэл Асунсан  | Единогласное решение (30-27, 30-27, 30-27)     | 3     | 5:00  |
| Лёгкий вес                           | Сейдж Норткатт    | поб.   | Энрике Марин    | Единогласное решение (29-28, 29-28, 29-28)     | 3     | 5:00  |
| Предварительные бои (UFC Fight Pass) |                   |        |                 |                                                |       |       |
| Лёгкий вес                           | Джо Лозон         | поб.   | Диего Санчес    | Технический нокаут (удары)                     | 1     | 1:26  |
| Средний вес                          | Гегард Мусаси     | поб.   | Тиагу Сантус    | KO (удары)                                     | 1     | 4:32  |
| Лёгкий вес                           | Джим Миллер       | поб.   | Таканори Гоми   | Технический нокаут (удары)                     | 1     | 2:18  |

## Награды
Следующие бойцы получили бонусные выплаты в размере $50 000:
- Лучший бой вечера: не присуждено

- Выступление вечера: Аманда Нунес, Кейн Веласкес, Джо Лаузон и Гегард Мусаси